# ادیلسون مالاندا
ادیلسون مالاندا (انگلیسی: Adilson Malanda؛ زادهٔ ۲۹ اکتبر ۲۰۰۱) بازیکن فوتبال است.